# Catalizzatore di Lindlar

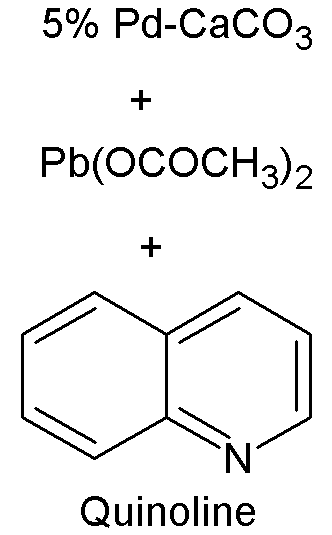

Il catalizzatore di Lindlar, anche noto semplicemente come palladio Lindlar è un catalizzatore eterogeneo costituito da palladio deposto su carbonato di calcio ed avvelenato con varie forme di piombo, zolfo o chinolina. Viene utilizzato nell'idrogenazione degli alchini a dare alcheni (senza quindi giungere ad alcani), e prende il nome dal suo inventore Herbert Lindlar.

## Preparazione
Esso è disponibile commercialmente ma può essere preparato riducendo il PdCl2 in uno slurry di carbonato di calcio aggiungendo poi acetato di piombo. Molti altri agenti avvelenanti vengono utilizzati, tra cui PbO2 e la chinolina. Il contenuto di palladio è generalmente del 5% in peso.

## Azione catalitica
Il catalizzatore viene utilizzato per l'idrogenazione di alchini ad alcheni (cioè senza ulteriore riduzione ad alcani). Il piombo serve a disattivare i siti attivi del palladio, ulteriormente deattivati con la chinolina o il 3,6-ditia-1,8-ottandiolo migliorandone così la selettività, impedendo la formazione di alcani. Pertanto, se un composto contiene un doppio legame ed un triplo legame, solo il triplo legame viene ridotto. Un esempio è la riduzione della fenilacetilene a stirene.
La reazione è stereoselettiva portando sempre al prodotto cis via syn (sin) addizione di idrogeno. Esempi di una sua applicazione pratica sono la sintesi della vitamina A e della diidro vitamina K1.